# ديفيد هاريسون (كرة سلة)
ديفيد هاريسون (بالإنجليزية: David Harrison)‏ مواليد 15 أغسطس 1982 في ناشفيل، هو لاعب كرة سلة أمريكي بدأ مسيرته الاحترافية في سنة 2004. لعب في الرابطة الوطنية لكرة السلة ومثل عدة فرق.

## فرق لعب لها
- إنديانا بايسرز
- بكين دوكز
- غوانغدونغ ساوثرن تايغرز

## روابط خارجية
- ديفيد هاريسون على موقع إن بي أي (الإنجليزية)
- ديفيد هاريسون على موقع سبورتس رفرنس (الإنجليزية)
- ديفيد هاريسون على موقع كرة السلة الأوروبية.كوم (الإنجليزية)
- ديفيد هاريسون على موقع كلية كرة السلة في سبورتس رفرنس.كوم (الإنجليزية)
- ديفيد هاريسون على موقع ريلجم (الإنجليزية)
- ديفيد هاريسون على موقع بروبوليرز (الإنجليزية)
- ديفيد هاريسون على موقع سبورتس رفرنس (الإنجليزية)
- ديفيد هاريسون على موقع سبورتس رفرنس (الإنجليزية)